# 天孫降臨
天孫降臨（てんそんこうりん）とは、『記紀（古事記と日本書紀）』に記された日本神話。
邇邇芸命が、葦原の中津国を治めるために、高天原から筑紫の日向の襲の高千穂峰へ天降ったこと。

## 古事記

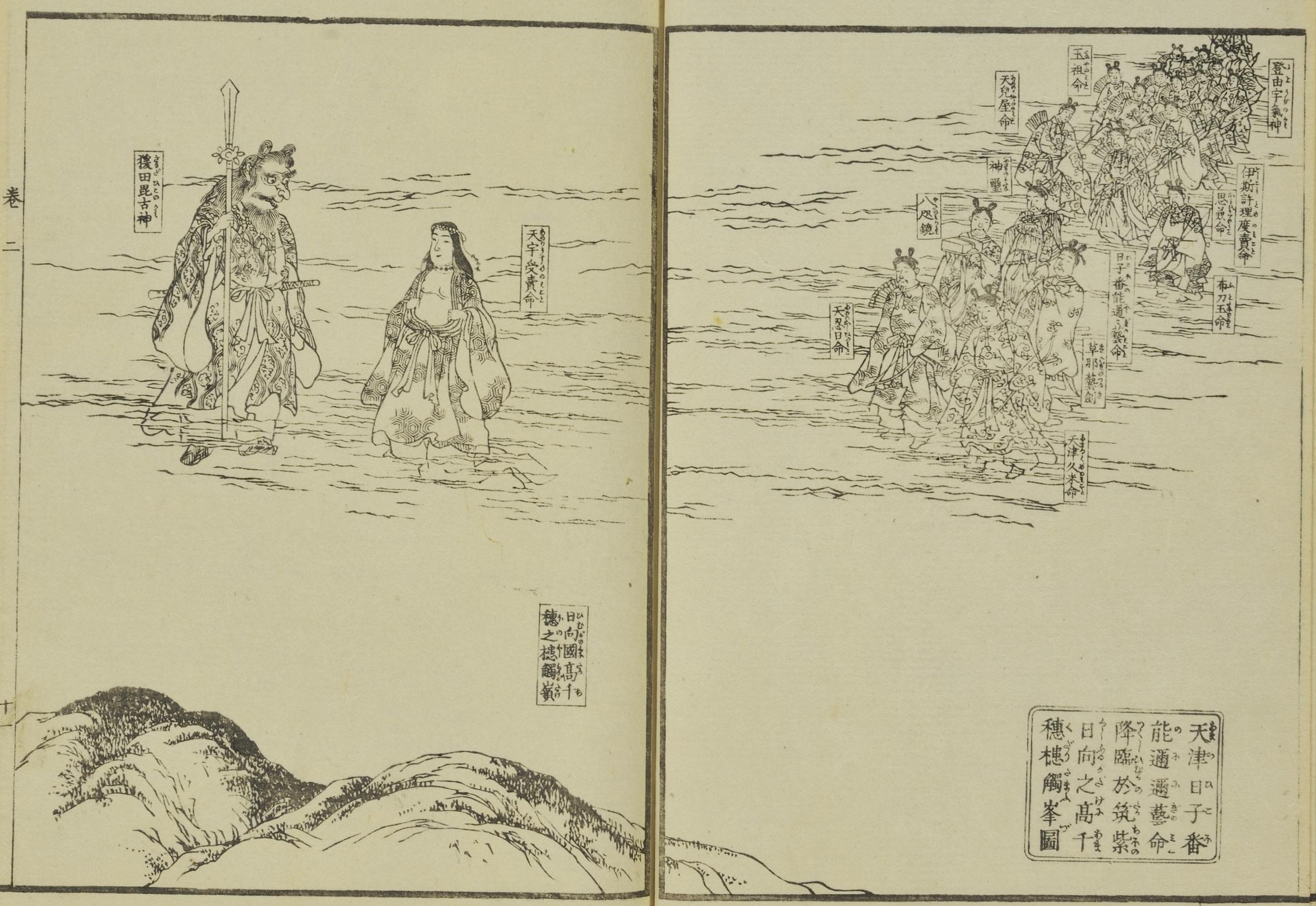
歌川国芳『日本国開闢由来記』巻二「天津日子番能邇邇芸命降臨於筑紫日向之高千穂槵触峰図」

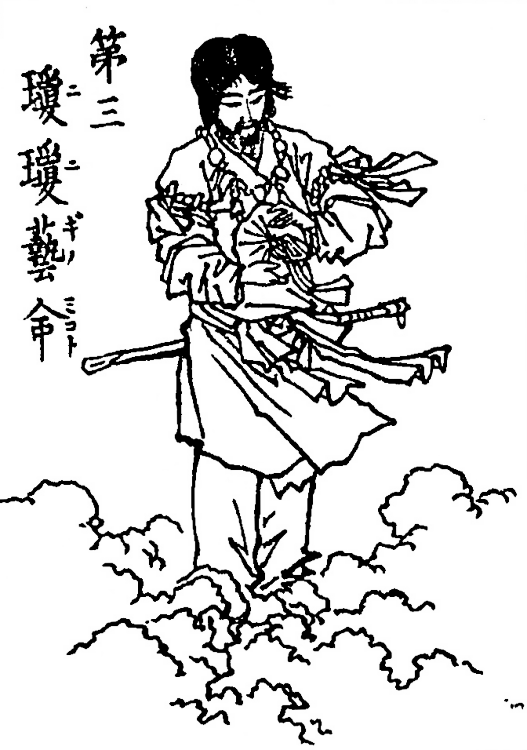
音川安親編 万物雛形画譜

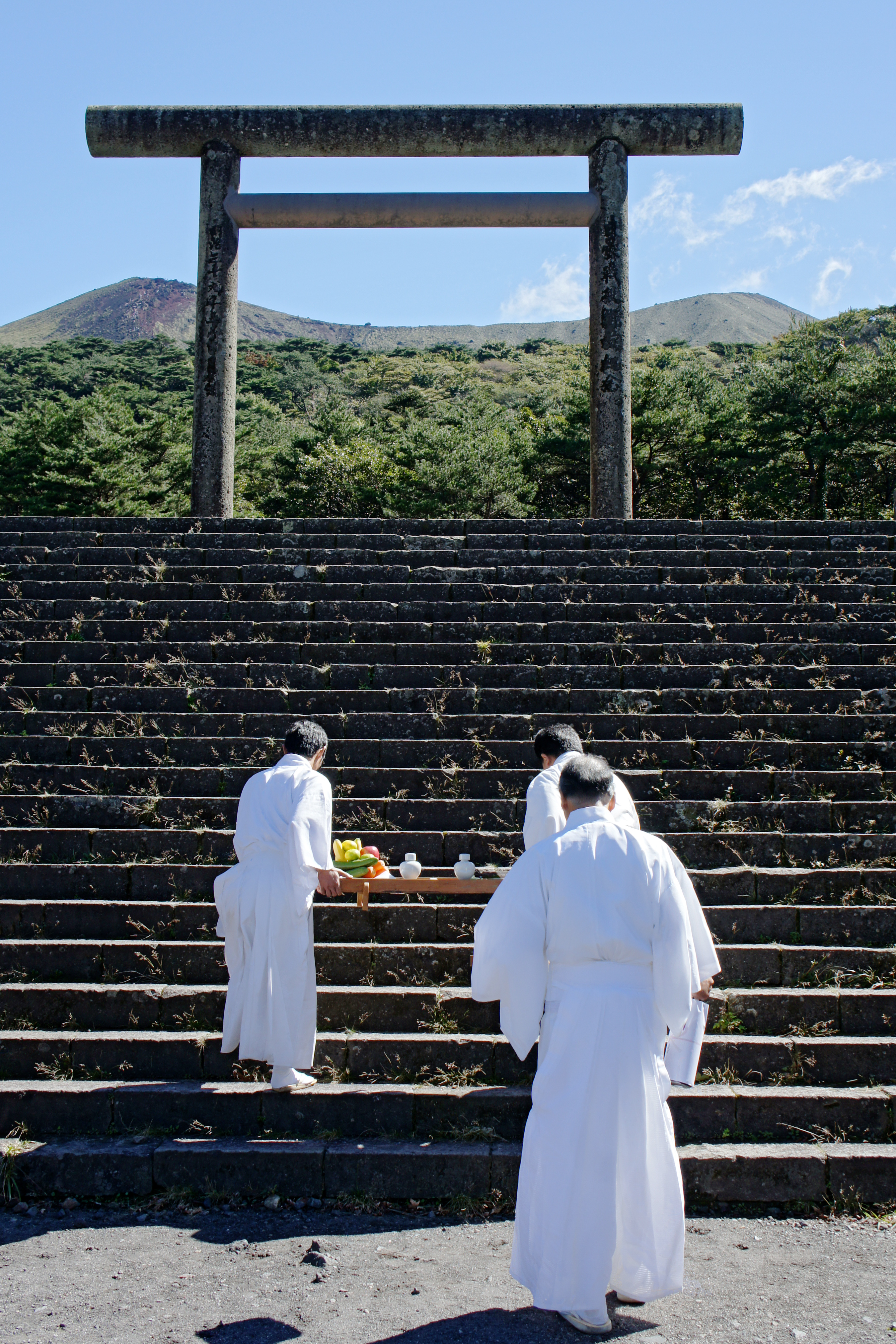
高千穂河原の天孫降臨神籬斎場

### 天孫邇邇芸命の誕生
天照大御神と高木神（高御産巣日神）は、天照大御神の子である天忍穂耳命に、「葦原中国平定が終わったので、以前に委任した通りに、天降って葦原中国を治めなさい」と言った。
天忍穂耳命は、「天降りの準備をしている間に、子の邇邇芸命が生まれたので、この子を降すべきでしょう」と答えた。邇邇芸命は、天忍穂耳命と高木神の娘の万幡豊秋津師比売命との間の子である。
それで二神は、邇邇芸命に葦原の中つ国の統治を委任し、天降りを命じた。

### 猿田毘古
邇邇芸命が天降りをしようとすると、天の八衢に、高天原から葦原の中つ国までを照らす神がいた。そこで天照大御神と高木神は天宇受売命に、その神に誰なのか尋ねるよう命じた。その神は国津神の猿田毘古神で、天津神の御子が天降りすると聞き先導のため迎えに来たのであった。

### 天孫降臨
邇邇芸命の天降りに、天児屋命、布刀玉命、天宇受売命、伊斯許理度売命、玉祖命の五伴緒が従うことになった。
さらに、天照大御神は三種の神器と思金神、手力男神、天石門別神を副え、「この鏡を私の御魂と思って、私を拝むように敬い祀りなさい。思金神は、祭祀を取り扱い神宮の政務を行いなさい」と言った。
八咫鏡と思金神は伊勢神宮に祀ってある。登由宇気神は伊勢神宮の外宮に鎮座する。天石門別神は、別名を櫛石窓神、または豊石窓神と言い、御門の神である。手力男神は佐那那県に鎮座する。
天児屋命は中臣連らの、布刀玉命は忌部首らの、天宇受売命は猿女君らの、伊斯許理度売命は作鏡連らの、玉祖命は玉祖連らの、それぞれ祖神である。
邇邇芸命は高天原を離れ、天の浮橋から浮島に立ち、筑紫の日向の高千穂の久士布流多気に天降った。
天忍日命と天津久米命が武装して先導した。天忍日命は大伴連らの、天津久米命は久米直らの、それぞれ祖神である。邇邇芸命は「この地は韓国に向かい、笠沙の岬まで真の道が通じていて、朝日のよく射す国、夕日のよく照る国である。それで、ここはとても良い土地である」と言って、そこに宮殿を建てて住むことにした。

### 猿田毘古と天宇受売
邇邇芸命は天宇受売命に、猿田毘古神を送り届けて、その神の名を負って仕えるよう言った。それで、猿田毘古神の名を負って猿女君と言うのである。
猿田毘古神は、阿耶訶で漁をしている時に比良夫貝に手を挟まれて溺れてしまった。底に沈んでいる時の名を底度久御魂といい、泡粒が立ち上る時の名を都夫多都御魂といい、その泡が裂ける時の名を阿和佐久御魂という。
天宇受売命が猿田毘古神を送って帰ってきて、あらゆる魚を集めて天津神の御子（邇邇芸命）に仕えるかと聞いた。多くの魚が仕えると答えた中でナマコだけが答えなかった。そこで天宇受売命は「この口は答えない口か」と言って小刀で口を裂いてしまった。それで今でもナマコの口は裂けているのである。

### 木花之佐久夜毘売と石長比売
邇邇芸命は笠沙の岬で美しい娘に逢った。娘は大山津見神の子で名を神阿多都比売、別名を木花之佐久夜毘売といった。邇邇芸命が求婚すると父に訊くようにと言われた。そこで父である大山津見神に尋ねると大変喜び、姉の石長比売とともに差し出した。しかし、石長比売はとても醜かったので、邇邇芸命は石長比売を送り返し、木花之佐久夜毘売だけと結婚した。
大山津見神は「私が娘二人を一緒に差し上げたのは、石長比売を妻にすれば天津神の御子（邇邇芸命）の命は岩のように永遠のものとなり、木花之佐久夜毘売を妻にすれば木の花が咲くように繁栄するだろうと誓約をしたからである。木花之佐久夜毘売だけと結婚したので、天津神の御子の命は木の花のようにはかなくなるだろう」と言った。それで、現在でも天津神の御子の寿命は長くないのである。

## 日本書紀
（注）日本書紀の本文と一書について：本文の後に注の形で「一書に曰く」として多くの異伝を書き留めている。本文と異なる異伝も併記するという編纂方針。ここではまず本文を説明した後、各一書を説明する。

### 本文
『日本書紀』の第九段本文では、天照大神の子正哉吾勝勝速日天忍穂耳尊が、高皇産霊尊の女幡千千姫を娶りて天津彦彦火瓊瓊杵尊を生む。
高皇産霊尊は、皇孫天津彦彦火瓊瓊杵尊(ニニギノミコト)を葦原中国の主とするために、葦原中国の「邪鬼」をはらう手立てを八十諸神と相談して講じていた。(国譲り)
天稚彦の派遣から始まる葦原中国平定(国譲り)後、時に高皇産霊尊は真床追衾を以ちて、皇孫天津彦彦火瓊瓊杵尊を覆って降臨させた。
皇孫は天磐座を出発し、また天八重雲を押し分け、稜威の道別き道別きて、日向の襲の高千穂峯に天降った。
続いて道中の解説後、その地に一人の者がいて、自ら事勝国勝長狭と名乗った。
皇孫は「国在りや不や。」と尋ねると、彼は「此に国は有ります。請わくは任意に過ごしてください。」と答えた。故に皇孫は行って留まり住んだ。
その時、その国に美人がいて、皇孫がこの美人に、「おまえは誰の子か」と尋ねると、「妾は天神が大山祇神を娶って生んだ子です」と答えた。名を鹿葦津姫という、とある。その後鹿葦津姫の出産の逸話がある。
最後にしばらくして天津彦彦火瓊瓊杵尊が崩御した（「崩りき」）。そこで筑紫の日向の可愛之山の陵に埋葬された。

### 第九段一書（一）
第九段一書（一）では、本文と類似する天稚彦の派遣から葦原中国平定があり、続いて時に天照大神、「若し然らば、早速、我が子を降さん」と勅し。まさに降ろうとしていた時に皇孫すでに生れき。名を天津彦彦火瓊瓊杵尊と言う。そこで天照大神は言葉を付け加えて、「此の皇孫を以ちて代えて降らさんと欲う」と言った、とある。
続いて、故に天照大神は、天津彦彦火瓊瓊杵尊に八坂瓊曲玉・八咫鏡及び草薙剣（天叢雲剣）の三種宝物を賜う（授けた）。
次いで併せて五部の神を配えて侍しむ（従わせた）、とあり以下がその神である。
- 天児屋命・中臣の上祖
- 太玉命・忌部の上祖
- 天鈿女命・猿女の上祖
- 石凝姥命・鏡作の上祖
- 玉屋命・玉作の上祖

そして皇孫に、「葦原千五百秋之瑞穂国は、これ我が子孫の王たるべき地である。皇孫の汝が行って治めよ。さあ行かれよ。宝祚の隆んなることまさに天壌と窮無けん（永続するだろう）」と勅した。これが天壌無窮の神勅である。
そうして降る間に、先駆の者の還りて、「一柱の神有りて天八達之衢に居り。其の鼻の長さ七咫、背の長七尺あまり。まさに七尋と言うべし。また口尻明り光れり。眼は八咫鏡の如くして然赤酸醬（ほおずき）に似たり」。
そこで従えていた神を遣わして尋ねに行かせた。この時、八十万神がいたが、皆、眼力負けて相い問うを出来ず。そこで（皇孫らは）特に天鈿女命に「汝は眼力の勝（すぐ）れし神である。行て尋よ」と勅す。
以下が天鈿女命と衢神猿田彦の問答である。
1. 天鈿女命：胸をあらわにし、衣の紐を臍の下まで押し下げあざ笑い、衢神に向かい立つ。→　衢神猿田彦：「天鈿女、汝の為す（そんなことをする）は何の故ぞ」と尋ねた。
2. 天鈿女命：「天照大神の御子（皇孫）が進む道路に如此居す者有るは誰ぞ。敢て問う」→　衢神猿田彦：「天照大神の御子、今、まさに降り行くと聞く。故に迎え奉りて相い待つ。我が名は猿田彦大神ぞ」
3. 天鈿女命：「汝、我を将て先て行くか、それとも、我、汝に先て行くか」→　衢神猿田彦：「我、先て啓て行かん」
4. 天鈿女命：「汝は何処に到るや。皇孫は何処に到るや」→　衢神猿田彦：「天神の御子、まさに筑紫の日向の高千穗の触之峯に到るべし。我は伊勢の狭長田の五十鈴の川上に到るべし」更に続け、「我の素性を明らかし者は汝なり。故、汝、我を送りて致るべし」

その後、天鈿女命還り詣りて状報す、とある。そこで皇孫は天磐座を脱離ち、天八重雲を押し分けて、稜威の道別に道別て、天降る。果して先の期の如く、皇孫は筑紫の日向の高千穗の触之峯に到る。
衢神猿田彦は伊勢の狭長田の五十鈴の川上に辿り着き、天鈿女命は衢神猿田彦の乞う所の随に送り届けた。そこで皇孫は天鈿女命に、「汝は素性を明らかにした神の名をもって姓氏とせよ」と勅し、これによって猿女君の名を授かった、とある。
前半は天照大神が取り仕切る天壌無窮の神勅であり、後半は天鈿女命と猿田彦の問答がメインとなる。

### 第九段一書（二）
第九段一書（二）では、この時、高皇産霊尊は〜中略〜とあり、以下の神を○○作りと定めた。
- 紀国の忌部の遠祖の手置帆負神：作笠者と定める
- 彦狭知神：作盾者と定める
- 天目一箇神：作金者と定める
- 天日鷲神：作木綿者と定める
- 櫛明玉神：作玉者と定める

そして太玉命をして、弱肩に太手繦被けて御手代（代表者）とした。また、天児屋命は神事を司る神であった為、太占の卜事によって仕え奉らしむ、とある。
続いて高皇産霊尊は、「我、則ち天津神籬及び天津磐境を起したてて、まさに我が皇孫の為に祭祀奉らん。汝天児屋命・太玉命は、宜しく天津神籬を持ちて、葦原の中つ国に降りて、また我が皇孫の為に祭祀奉られよ」と勅す。二神を遣わして天忍穂耳尊に従わせて降らす、とある。
この時、天照大神は手に宝鏡を持ち、天忍穂耳尊に授けて、「我が御子よ、宝鏡を視ること、まさに猶我を視るが如くすべし。與に床を同じくし御殿を共にし、以ちて祭祀の鏡とされよ。」と祝福した。また、天児屋命・太玉命に、「惟爾二柱の神、亦同に殿の内に侍いて、善く防ぎ護るをいたせ」と勅す。また、「我が高天原に所御す斎庭の穂を以ちて、また、まさに我が御子に御せまつるべし。」と勅す、とある。
そして、高皇産霊尊の女名は万幡姫を天忍穂耳尊に配せて妃とさせ、降らせた。その途中に虚天に居して天津彦火瓊瓊杵尊が生まれた為、この皇孫を親に代わって降らせようと考え、天児屋命・太玉命及び諸氏族の神々を悉く、皆、相い授けき。また、服御之物、一前に依りて授ける。そうした後に天忍穂耳尊はまた天に還る、とある。
それから、天津彦火瓊瓊杵尊は日向の日の高千穗の峯に降り立ち、膂宍の胸副国を頓丘から国覓ぎ行去りて、浮渚在平地に立った。そして、国主事勝国勝長狭を召して訪う。すると彼は「是に国有り、取り捨て勅の随に。（どうぞご自由に）」と答えた。
そこで皇孫は宮殿を立て、そこで遊息んだ後、海辺に進んで一人の美人を見かけた。皇孫が、「汝是誰が子ぞ。」と尋ねると、「妾は是大山祇神が子、名は神吾田鹿葦津姫、またの名は木花開耶姫。」と答え、さらに、「また、我が姉磐長姫在り。」と申し上げた。皇孫が、「我、汝を以ちて妻となさんと欲う、如之何。」と尋ねると、「妾が父大山祇神在り。請わくは垂問いたまえ。」と答えた。
皇孫がそこで大山祇神に、「我、汝の女子（むすめ）を見る。以ちて妻とせんと欲う。」と語ると、大山祇神は二女（ふたりのむすめ）をして百机飲食を持たしめて奉進る、とある。
すると皇孫は、姉の方は醜いと思って御さず罷けき。妹は有国色として引して幸いき。すると一夜にして身籠った。そこで磐長姫は大いに恥じ、「仮使天孫、妾を斥けず御さば、生める児は寿永く、磐石の常に存るが如くに有らんを、今、既に然らず。唯、弟（妹）独りを見御すは、其の生める児は必ず木の花の如く移ろい落ちなん。」と呪詛を述べた。その後に、神吾田鹿葦津姫異伝を伝えている。
この一書では前半、天児屋命・太玉命を主として描き、後半は磐長姫の逸話を伝えている。

### 第九段一書（四）
第九段一書（四）では、高皇産霊尊は真床覆衾を、天津彦国光彦火瓊瓊杵尊に着せ、天磐戸を引き開けて、天の幾重もの雲を押し分けて降らせた。
この時、大伴連の遠祖である天忍日命が、来目部の遠祖である天槵津大来目を率い、背には天磐靫を背負い、腕には稜威高鞆を著け、手には天梔弓と天羽羽矢を取り、八目鳴鏑を副え持ち、また頭槌劒を帯びる、とある
（二柱の神）天孫の前に立ちて、進み降り、日向の襲の高千穂の串日の二つの頂のある峯に辿り着き、浮渚在之平地に立ち、頓丘より国覓ぎ行去りて、吾田の長屋の笠狭之御碕に辿り到る、とある。
すると、その地に一神有り。名を事勝国勝長狭と言う。そこで天孫がその神に、「国在や」と尋ねると、「在り」と答え、さらに、「勅の随に奉らん」と言う。そこで天孫はその地に留まり住んだ。その事勝国勝長狭は伊弉諾尊の御子である。またの名は塩土老翁という、とある。
この一書では、瓊瓊杵尊の降臨を主として記述し、天忍日命と天串津大来目のみを随神とする。そして事勝国勝長狭の別名が彦火火出見尊の神話に登場する塩土老翁だという。

### 第九段一書（六）
第九段一書（六）では、天忍穂根尊は、高皇産霊尊の娘の栲幡千千姫万幡姫命、または高皇産霊尊の子の火之戸幡姫の子、千千姫命、を娶りて生みし子の天火明命。次に天津彦根火瓊瓊杵根尊を生む。その天火明命の子の天香山が尾張連等の遠祖である。
皇孫の火瓊瓊杵尊を葦原の中つ国に降臨し奉るに至るに及びて〜中略〜この時高皇産霊尊は真床覆衾を皇孫の天津彦根火瓊瓊杵根尊に着せて、天八重雲を排披けて、以ちて降し奉る。そこで、この神を称えて天国饒石彦火瓊瓊杵尊と言う。時に降り到りし所は、呼びて日向の襲の高千穂の添山峯と言う。〜中略〜瓊瓊杵尊は吾田の笠狭之御碕に辿り着き、長屋の竹嶋に登る。その地を巡り見るとそこに人がいた。名を事勝国勝長狭と言う。
天孫がそこで、「此は誰が国ぞ。」と尋ねると、「これ長狭が住める所の国也。然れども、今、天孫に奉上らん。」と答えた。天孫がまた、「その秀起つる浪穂の上に八尋殿を起てて、手玉も玲瓏に織経る少女は、是誰が子女ぞ」と尋ねると、「大山祇神が女等、大を磐長姫ともうす。少を木花開耶姫ともうし、または豊吾田津姫ともうす」と答えた〜中略〜皇孫因りて豊吾田津姫と招くと則ち一夜にして身籠る。皇孫はこれを疑う。〜中略〜それにより母の誓がはっきりと示した。方（本当）に皇孫の子であったと。しかし豊吾田津姫は皇孫を恨んで共に言わず。（口をきかなかった）皇孫は愁えて歌を詠んだ。
憶企都茂播　陛爾播誉戻耐母　佐禰耐拠茂　阿党播怒介茂誉　播磨都智耐理誉（沖つ藻は　辺には寄れども　さ寝床も　あたはぬかもよ　浜つ千鳥よ）※意味【沖の海藻は浜辺に打ち寄せらるるが、我は共に寝る事も出来ず。浜の千鳥よ。】
以上がこの一書の内容である。異伝である為、要所要所で略してあるのは他の書と酷似しているからと思われる。
第九段一書（七）では、高皇産霊尊の娘の天万幡千幡姫がいた、とある。
- 高皇産霊尊の娘の万幡姫の娘の玉依姫命。此の神、天忍骨命の妃となりて、御子の天之杵火火置瀬尊を生むという、とある。
- 勝速日命の御子の天大耳尊。此の神、丹姫を娶りて、御子の火瓊瓊杵尊を生むという、とある。
- 神皇産霊尊の女幡千幡姫、御子の火瓊瓊杵尊を生むという、とある。
- 天杵瀬命、吾田津姫を娶りて、（略）とある。

この一書では異伝を箇条書きに伝える。

### 第九段一書（八）
第九段一書（八）では、正哉吾勝勝速日天忍穂耳尊、高皇産霊尊の娘の天万幡千幡姫を娶りて、妃として生みし御子の天照国照彦火明命といい、尾張連等の遠祖である。
次に天饒石国饒石天津彦火瓊瓊杵尊この神、娶大山祇神の女子木花開耶姫命を妃として生みし御子は（略）、とある。
この一書では別の異伝を伝える。

## 火中出産
ここでは、木花開耶姫の出産について記す。

### 古事記
木花之佐久夜毘売の出産
木花之佐久夜毘売は一夜を共にしただけで身篭った。それを聞いた邇邇芸命は「たった一夜で身篭る筈はない。それは国津神の子だろう」（「佐久夜毘売 一宿哉妊 此胎必非我子而為国津神之子」『古事記』）と言った。
木花之佐久夜毘売は、「この子が国津神の子なら、産む時に無事ではないでしょう。天津神の子なら、無事でしょう」（「吾妊之子 若国津神之子者 幸難産 若為天津神之御子者 幸産」『古事記』）と誓約をし、戸のない御殿を建ててその中に入り、産む時に御殿に火をつけた。天津神の子であったので、無事に三柱の子を産んだ。
火が盛んに燃えた時に生んだ子を火照命、火が弱くなった時の子を火須勢理命、火が消えた時の子を火遠理命、またの名を天津日高日子穂穂手見命という。

### 日本書紀
第九段本文では、その国に美人がいて、皇孫がこの美人に、「おまえは誰の子か」と尋ねると、「妾は天神が大山祇神を娶って生んだ子です」と答えた。名を鹿葦津姫という、とある。皇孫が彼女を気に入ると、一夜にして妊娠した。皇孫は信じられず、「また天神といえども、何ぞよく一夜の間に人をして娠有らせんや。汝が懐めるは必ず我が子に非じ」と言った。
そこで鹿葦津姫は怒り恨んで、戸口のない小屋を作ってその中に籠り、誓いて、「妾が娠める、若し天孫の御子に非ざれば必ず焼け滅びぬ。もし本当にに天孫の子ならば、火も害うこと能わじ。」と言って、火をつけて小屋を焼いた、とある。以下がその三子の詳細である。
- 最初に昇った煙から生まれ出た子：火闌降命・隼人等の始祖
- 次に熱が静まって生まれ出た子を彦火火出見尊。
- 次に生まれ出た子を火明命・尾張連等の始祖

とある。
第九段一書（二）では、その後、神吾田鹿葦津姫、皇孫を見て「妾は天孫の御子を娠めり。私に生むべからず、」と言うと、皇孫は「たとえ天神の御子といえども如何ぞ一夜にして人をして娠せんや。抑我が御子に非か。」と言った。それを聞いた木花開耶姫【何故か神吾田鹿葦津姫から木花開耶姫に変わっている】は大いに恥じ恨んで、、戸無き室を作りて誓いて「我が娠る、これもし他神の子ならば、必ず幸あらず。これ実に天孫の子ならば、必ずまさに全く生まれなん。」と言いその室の中に入り火を以ちて室を焚く、とある。
以下が火中出産の三子の詳細である。
- 焰が初め起こる時に共に生みし御子：火酢芹命
- 次に火盛りなる時に生みし御子：火明命
- 次に生みし御子：彦火火出見尊、または火折尊

とある。
第九段一書（三）では、まず神吾田鹿葦津姫の火中出産を述べる。
- 最初に炎が明るい時に生まれた子が火明命である。
- 次に、炎が燃え盛る時に生まれた子が火進命である。または火酢芹命と言う。
- 次に、炎が鎮まった時に生まれた子が火折彦火火出見尊である。

この併せて三子は火も害うことなく、母もまた少しも損う所無し。そして竹の刀でその子の臍の緒を切る。その竹刀を棄てし所、後に竹林と成る。そこで、その地を竹屋と言う。
その時に神吾田鹿葦津姫が卜定田を以ちいた田を狭名田と言う。その田の稲で天甜酒を釀みて嘗を催した。また、渟浪田の稲を用いて、飯と作り嘗を催した。
後半では神吾田鹿葦津姫の農耕神としての様子を示す。
第九段一書（五）では、天孫（瓊瓊杵尊）は大山祇神の娘の吾田鹿葦津姫を娶り、一夜にして身籠る。そして四子を生む。そこで吾田鹿葦津姫は子を抱き進み来て、「天神の御子を、寧ぞ私に養しべけんや。故、状を告げて聞こえ知らしむ」と言った。この時、天孫はその子たちを嘲笑い、「あなにや、我が皇子は、聞き喜くも生れたるかな」と言った、とある。
そこで吾田鹿葦津姫が怒って、「何すれぞ妾を嘲うや」と言うと、天孫は、「心に疑し。故に嘲う。何となればまた天神の子といえども、あによく一夜の間に人をして有身ませんや。固我が子には非じ」と言った。これを聞いて吾田鹿葦津姫はますます恨み、戸無き室を作りその中に入り、誓いて「妾が妊める所、若し天神の御子に非ずば必ず亡びなん。是若し天神の御子ならば害う所無けん」と言う。そして火を放ち小屋を焼いた、とある。
以下がその四柱の御子の登場順、名と名乗りの台詞である。
- その火の初め明かる時、勇ましく進み出て：火明命：「吾は是天神の子、名は火明命。吾が父は何処に坐すや。」
- 火の盛の時、勇ましく進み出て：火進命：「吾は是天神の子、名は火進命。吾が父及び兄何処に在りや。」
- 火炎衰る時、勇ましく進み出て：火折尊：「吾は是天神の子、名は火折尊。吾が父及び兄等、何処に在りや。」
- 火熱を避りし時、勇ましく進み出て：彦火火出見尊：「吾は是天神の子、名は彦火火出見尊。吾が父及び兄等、何処に在りや。」

然る後に、母吾田鹿葦津姫が火燼（焼け跡）の中から出て来て、就きてことあげ（言葉に出して）、「妾が生める児及び妾が身、自ずから火の難に当えども、少しも損える所無し。天孫豈見そなわすや」と言う、とある。
天孫は「我本よりこれ我が子と知る。但一夜にして有身めり。疑う者有らんと慮いて、衆人をして皆、是我が子、あわせてまた天神は能く一夜にして有娠ましむることを知らしめんと欲う。また汝、霊に異しき（奇異な）威（能力）有り、子等復た倫に超れたる気有るを明かさんと欲う。故に前の日の嘲る辞有り」と答えた、とある。
この一書は火中出産（ではなく火中の誓だが）の異伝である。あるいは瓊瓊杵尊の言い訳を代弁する様な一書とも思われる。また、ここでの吾田鹿葦津姫は出産後、火中の誓を行う事や、御子は四柱おり、自ら名乗りを上げる事などが他の異伝と大きく異なる。
第九段一書（六）では、皇孫因りて豊吾田津姫と招くと則ち一夜にして身籠る。皇孫はこれを疑う。〜中略〜そして生まれた御子が以下の神である。
- 火酢芹命
- 火折尊、または彦火火出見尊

それにより母（いろは）の誓がはっきりと示した。方（本当）に皇孫の子であったと。しかし豊吾田津姫は皇孫を恨んで共に言わず。（口をきかなかった）皇孫は愁えて歌を詠んだ、とある。
第九段一書（七）では、天杵瀬命、吾田津姫を娶りて、御子の火明命を生む。次に火夜織命。次に彦火火出見尊という、とある。
第九段一書（八）では、次に天饒石国饒石天津彦火瓊瓊杵尊この神、娶大山祇神の女子木花開耶姫命を妃として生みし御子は火酢芹命という。次に彦火火出見尊、とある。
この一書でも木花開耶姫命の御子は二柱となっている。
なお、皇子の出生の順番は、文献により異なっている。
| 書名     | 書名         | 第一王子 | 第二王子             | 第三王子                         | 第四王子     |
| -------- | ------------ | -------- | -------------------- | -------------------------------- | ------------ |
| 古事記   | 古事記       | 火照命   | 火須勢理命           | 火遠理命・天津日高日子穂穂手見命 |              |
| 日本書紀 | 本文         | 火闌降命 | 彦火火出見尊         | 火明命                           |              |
| 日本書紀 | 一書第1・第4 | 記述なし | 記述なし             | 記述なし                         | 記述なし     |
| 日本書紀 | 一書第2      | 火酢芹命 | 火明命               | 彦火火出見尊・火折尊             |              |
| 日本書紀 | 一書第3      | 火明命   | 火進命・火酢芹命     | 火折彦火火出見尊                 |              |
| 日本書紀 | 一書第5      | 火明命   | 火進命               | 火折尊                           | 彦火火出見尊 |
| 日本書紀 | 一書第6      | 火酢芹命 | 火折尊・彦火火出見尊 |                                  |              |
| 日本書紀 | 一書第7      | 火明命   | 火夜熾命             | 彦火火出見尊                     |              |
| 日本書紀 | 一書第8      | 火酢芹命 | 彦火火出見尊         |                                  |              |

## 考察
- 谷有ニは伝説の地をクシフルに音の似た九重連峰や久住山とする説等を紹介している。谷自身は、高千穂を「高い山」の意とし、添（ソホリ）がソウルと同じ王の都であるなど韓国との関連を示す記載と前述の瓊々杵尊の言葉から、本来は九州北部が伝説の地であったが、政策上の都合で九州南部に移動したとしている。また、谷はソホリに「大きい」の意のクがついたものがクシフルである可能性とカシハラとの類似性も指摘している[9]。
- 日本書紀に「日向の襲の高千穂の峯に天降ります」とあるが、この「襲」については、同じく日本書紀の景行天皇13年5月条に、「襲国平定」と記されてある。「襲国（曽国）」[10]とは古代の南九州に居住した熊襲 (球磨贈於) といわれ、後に隼人と呼ばれた人々の本拠地とされる[11]。
- 古田武彦は福岡県の日向峠（笠沙岬の真北）を天孫降臨の伝説の発祥地とする。
- クシフルの比定地として、クシフルと同様、ソウルが変化したとされる脊振山（セフリサン）は、福岡県と佐賀県の境にあって、韓国（カラクニ）、朝鮮半島南部が対馬の向こうに見える山である[12]。
- 沢田洋太郎は天孫降臨はヤマト王権の朝鮮から北九州への上陸を意味するとしている[13]。
- 朝鮮の建国神話、『三国遺事』にある加耶の始祖首露王が亀旨（クジ）峰に天降る話と似ていることが、神話学者の三品彰英によって指摘されている[14]。